# NGC 6923
NGC 6923 est une galaxie spirale barrée située dans la constellation du Microscope. Sa vitesse par rapport au fond diffus cosmologique est de 2 607 ± 16 km/s, ce qui correspond à une distance de Hubble de 38,5 ± 2,7 Mpc (∼126 millions d'al). NGC 6923 a été découverte par l'astronome britannique John Herschel en 1834. Cette galaxie a aussi été observée par l'astronome américain Lewis Swift le 22 juillet 1897 et elle a été inscrite à l'Index Catalogue sous la désignation IC 5004.  
La classe de luminosité de NGC 6923 est II et elle présente une large raie HI. 
À ce jour, 17 mesures non basées sur le décalage vers le rouge (redshift) donnent une distance de 33,500 ± 3,502 Mpc (∼109 millions d'al), ce qui est à l'intérieur des valeurs de la distance de Hubble. Notons cependant que c'est avec la valeur moyenne des mesures indépendantes, lorsqu'elles existent, que la base de données NASA/IPAC calcule le diamètre d'une galaxie et qu'en conséquence le diamètre de NGC 6923 pourrait être d'environ 55,9 kpc (∼182 000 al) si on utilisait la distance de Hubble pour le calculer.

## Groupe de NGC 6925
Selon A. M. Garcia, NGC 6923 fait partie du groupe de NGC 6925. Ce groupe de galaxies comptent au moins quatre membres. Les trois autres galaxies sont NGC 6925, IC 5020 et ESO 462-31.